# Фернандо-по (диалект)
Фернандо-по (Criollo, Equatorial Guinean Pidgin, Fernandino, Fernando Po Creole English, Fernando Po Krio, Pichi, Pichinglis, Pidgin de Guinea Ecuatorial, Pidginglis) — атлантический контактный язык на английской основе, на котором говорят в муниципалитетах Бальвери-де-Кристо-Рей, Басупу, Лас-Пальмас, Мусола, Сампака, Фистон; в столице Малабо муниципалитета Фернандо-По острова Биоко в Экваториальной Гвинее. Он ответвляется от языка крио, распространённого в Сьерра-Леоне, и был занесён на остров Биоко креолами, эмигрировавших на остров в колониальный период в 19 веке.
Фернандо-по (пичи) более широко распространён в столице Малабо, следующий за испанским языком, и являющийся основным языком для большинства жителей страны. На нём также говорит большинство выходцев из Биоко в городе Бата, крупнейшем на континентальной части страны.
Алфавит на латинской основе: A a, B b, Ch ch, D d, Dj dj, E e, Ë ë, F f, G g, I i, J j, K k, Ks ks, L l, M m, N n, Ñ ñ, O o, Ö ö, P p, R r, S s, Sh sh, T t, U u.